# Ivar Mobekk
Ivar Mobekk (Elverum, 15 settembre 1959) è un ex saltatore con gli sci norvegese.

## Biografia
Debuttò in campo internazionale in occasione della tappa di Coppa del Mondo di Zakopane del 26 gennaio 1980, ottenendo subito il primo podio (2°).
In carriera prese parte a un'edizione dei Giochi olimpici invernali, Lake Placid 1980 (27° nel trampolino normale, 24° nel trampolino lungo).

## Palmarès

### Coppa del Mondo
- Miglior piazzamento in classifica generale: 9º nel 1981
- 4 podi (tutti individuali):
  - 3 secondi posti
  - 1 terzo posto